# Kapan
Kapan (armenski:Կապան) je grad u Armeniji, u pokrajini Sjunik.

## Povijest
Za vrijeme Sovjetskog Saveza se grad zvao Gapan ili Kafan (armenski:Ղափան ili Կաֆան). Ime je nastalo od perzijske riječi za rudnik Madan.

## Zemljopis
Grad se nalazi u pokrajini Sjunik na 900 metara nadmorske visine, u južnom dijelu Armenije. Graniči s Azerbajdžanom

## Šport
- Gandzasar FC, nogometni klub
- Lernagorc Kapan FC, nogometni klub

## Gradovi prijatelji
| Grad     | Država      |
| -------- | ----------- |
| Glendale | SAD         |
| Borisov  | Bjelorusija |